# Alaquines
Alaquines es una localidad mexicana ubicada en el estado de San Luis Potosí, cabecera del municipio homónimo. 
Fue fundada en 1691 con el antiguo nombre de San José de los Montes Alaquines. Tiene una leyenda de como es que llegó al pueblo el señor del Santo Entierro; al cual se le celebra su fiesta en el mes de mayo que es cuando sucedió el acontecimiento y en esa fecha el pueblo se llena de vida pues llegan peregrinos de distintos lugares de México y Estados Unidos a ofrecerle regalos, arreglos florales y para hacerle peticiones.

## Demografía
De acuerdo con el censo de 2020, la población de Alaquines era de 1177 habitantes, de los que 628 eran mujeres y 549, hombres.
En dicho año, la cantidad de viviendas en la localidad era de 545. El total de viviendas particulares habitadas era de 327.
| Gráfica de evolución demográfica de Alaquines entre 1900 y 2020 |
|                                                                 |
| Fuente: Instituto Nacional de Estadística y Geografía.          |

## Historia
La Villa de Alaquines está circundada por altos cerros, de tal manera que se ubica en el fondo de un pequeño valle: lo que caracteriza al pueblo es que casi todas las casas del centro son de dos pisos, por lo que se distingue entre todas las cabeceras municipales del estado.
Su nombre antiguo fue el de San José de los Montes Alaquines, con el cual se le designó desde su fundación en 1616. Debido a que la tribu indígena de los Alaquines fue acasillada en este lugar, esta fundación fue hecha siendo virrey don Diego Fernández de Córdoba, marqués de Guadalcázar.
El pueblo fue primitivamente una simple misión de la Custodia de Rioverde, que dejó fundada fray Juan de Cárdenas, pero ésta no prosperó porque los indígenas se rebelaron destruyendo la iglesia, que en un principio fue un simple jacal.

## Presidentes municipales
- Benigno Borjas Chávez (1967-1970)
- Ignacio Federico Infante Martínez (1970-1973)
- Pedro Rodarte Rodríguez (1973-1976)
- Delfino Aguilar Reynaga (1976-1979)
- Abdenago Chávez Mendiola (1979-1982)
- Carlos Saldierna Vázquez (1982-1985)
- Salomón Montalbán Uresti (1985-1988)
- Fernando Quintanilla del Valle (1988-1991)
- Tomás Aguilar Izquierdo (1991-1994)
- Alberto Castillo Padrón (1994-1997)
- Abdenango Chávez Mendiola (1997-2000)
- Bonifacio Carreón Moctezuma (2000-2003)
- J. Isabel Ruíz Cedillo (2003-2006)
- María Leonides Secaida López (2006-2009)
- Manuel Lara Barcenas (2009-2012)
- Siriaco Carreón Rucoba (2012-2015)
- María Leonides Secaida López (2015-2018)
- Florisela Hernández Chavez (2018-2021)(2021-2024)